# Teletón (México)
Teletón (Fundación Teletón México A.C.) es una institución de asistencia privada no gubernamental (denominada legalmente como asociación civil), fundada el 12 de diciembre de 1997 (27 años), cuyo patronato está integrado por diferentes empresarios de México.
El objetivo de la fundación es la construcción de centros de rehabilitación para personas con discapacidad, cáncer y autismo,entre otros, para lo cual se apoya primordialmente en eventos benéficos televisados anualmente.

## Historia
Tomado de la temática de Teletón de Chile, Fernando Landeros Verdugo creó Fundación Teletón, I.A.P. en 1997, autorizada por el Servicio de Administración Tributaria para recibir donativos deducibles de impuestos, y asociada con las fundaciones México Unido y Lazos.
El objetivo de la fundación es la construcción y operación de centros de rehabilitación para personas de escasos recursos y con discapacidades. La fundación cuenta con un patronato integrado por empresarios que invierten recursos para la manutención de la misma, entre los cuales se incluyen Emilio Azcárraga Jean, Alejandro Vargas Guajardo, Juan Francisco Ealy Ortiz, Javier Sordo Madaleno, Carlos Slim Domit y Olegario Vázquez Aldir.
Entre el 12 y 13 de diciembre de 1997 se llevó a cabo el primer Evento Teletón en México, fue conducido por el conductor de Siempre en domingo Raúl Velasco y por la cantante mexicana Lucero quien periódicamente fuese su anfitriona hasta 2013. En este primer evento se recaudaron alrededor de 138 millones de pesos mexicanos para la construcción de su primer centro de rehabilitación infantil (CRIT) (fundado hasta 1999) en Tlalnepantla de Baz, Estado de México, para lo cual el gobierno municipal donó un terreno de 12.000 m².
Desde 1997 a la fecha, Fundación Teletón realiza el evento Teletón para construir o dar mantenimiento a sus centros. La producción del evento es financiada en parte con recursos provenientes de las empresas patrocinadoras y terceros que participan en el evento que no reciben remuneración por su involucramiento.
La Fundación Teletón cuenta con las certificaciones del Consejo de Salubridad General y el reconocimiento «Great Place to Work» (mejores empresas para trabajar) en México. Landeros, presidente de Teletón México, recibió las distinciones de la medalla cívica «Eduardo Neri Reynoso y Legisladores de 1913» y el Premio Reina Letizia en 2017, concedido por el programa de estimulación temprana desarrollado para los CRITs.
En 2005 quedó establecida en la Organización Internacional de Teletones (Oritel) por representantes de los eventos Teletón de Brasil, Chile y México. Desde entonces es presidida por Don Francisco y está conformada por más de diez países de Hispanoamérica. Actualmente, Fundación Teletón cuenta con 22 Centros de Rehabilitación e Inclusión Infantil Teletón. En 2012 crearon el Centro Autismo Teletón en Ecatepec, Estado de México (con capacidad de atención para 220 niños con autismo). En 2013 inauguró en Querétaro el Hospital Infantil Teletón de Oncología con costo de 930 millones de pesos mexicanos, y capacidad para (300 niños con cáncer), y la Universidad Teletón en Tlalnepantla, donde se imparten licenciaturas en terapia física y ocupacional, tecnologías de la información, pedagogía y psicología organizacional y posgrados en rehabilitación física.
En 2017 se suspendió la producción, debido a los terremotos de Puebla y Chiapas.

## Ediciones
La primera edición del Evento Teletón se llevó a cabo en 1997. Desde entonces Televisa ha producido y transmitido el Teletón. 
| Año y fecha | Año y fecha                   | Meta en pesos      | Total recaudado | Variación porcentual | En USD                           | Lema                                                    | Objetivos | Referencia                  |
| ----------- | ----------------------------- | ------------------ | --------------- | -------------------- | -------------------------------- | ------------------------------------------------------- | --- | --------------------------- |
| 1997        | 12 y 13 de diciembre          | 80 000 000 MXN     | 138 496 840 MXN | +73.12%              | 16 889 858 USD MXN 8.20 = USD 1  | Juntos haremos el milagro, Los medios unidos por México | - Construir y equipar dos CRIT en el Estado de México y Guadalajara (Occidente). - Formar el Fondo Teletón de Apoyo a Instituciones (FTAI), para ayudar a otras instituciones que atienden a la población con algún tipo de discapacidad. - Donar el 8% de las familias mexicanas por el Huracán Paulina. | [ 18 ] [ 19 ]               |
| 1998        | 4 y 5 de diciembre            | 138 496 841 MXN    | 142 937 440 MXN | +3.2%                | 14 293 744 USD MXN 10 = USD 1    | El amor hace milagros                                   | - Garantizar los recursos para el funcionamiento de los dos CRIT. - Continuar las funciones del FTAI. - Donar el 7% de las familias mexicanas por la Matanza de Acteal en Chiapas y el Huracán Mitch | [ 18 ] [ 19 ]               |
| 1999        | 3 y 4 de diciembre            | 142 937 441 MXN    | 158 224 117 MXN | +10.69%              | 16 665 170 USD MXN 9.50 = USD 1  | El amor hace milagros                                   | - Otorgar becas para los dos CRIT. - Continuar las funciones del FTAI. - Donar el 40% de las familias mexicanas por la Huelga de la UNAM, el Vuelo 725 de TAESA y el asesinato de Paco Stanley | [ 18 ] [ 19 ]               |
| 2000        | 8 y 9 de diciembre            | 158 224 118 MXN    | 201 168 475 MXN | +27.14%              | 21 400 901 USD MXN 9.40 = USD 1  | Vamos a dar                                             | - Construir y equipar el tercer CRIT en Oaxaca. - Otorgar becas para los dos CRIT. - Garantizar los recursos para el funcionamiento de los dos primeros CRIT. - Continuar las funciones del FTAI. | [ 18 ] [ 19 ]               |
| 2001        | 7 y 8 de diciembre            | 201 168 476 MXN    | 207 408 620 MXN | +3.1%                | 22 544 415 USD MXN 9.20 = USD 1  | Te estamos esperando                                    | - Construir y equipar el cuarto CRIT en Aguascalientes. - Otorgar becas para los tres primeros CRIT. - Continuar las funciones del FTAI. - Donar el 5% del total del dinero a las familias mexicanas de las víctimas que murieron en los atentados del 11 de septiembre de 2001. | [ 18 ] [ 19 ]               |
| 2002        | 6 y 7 de diciembre            | 207 408 621 MXN    | 217 876 247 MXN | +5.04%               | 21 256 219 USD MXN 10.25 = USD 1 | ¡Un paso más!                                           | - Construir y equipar el quinto y el sexto CRIT en Coahuila y Guanajuato, respectivamente. - Otorgar becas para los cuatro primeros CRIT. - Continuar las funciones del FTAI. | [ 18 ] [ 19 ]               |
| 2003        | 12 y 13 de diciembre          | 217 876 248 MXN    | 247 759 351 MXN | +13.71%              | 22 121 370 USD MXN 11.20 = USD 1 | Lo hacemos todos                                        | - Construir y equipar el quinto y el sexto CRIT en Coahuila y Guanajuato. - Otorgar becas para los cuatro CRIT. - Continuar las funciones del FTAI. - Donar el 15% en honor de las familias mexicanas por la Invasión de Irak en 2003. | [ 18 ] [ 19 ]               |
| 2004        | 3 y 4 de diciembre            | 247 759 352 MXN    | 305 650 421 MXN | +23.36%              | 27 536 073 USD MXN 11.10 = USD 1 | Unidos por el amor                                      | - Construir y equipar el séptimo CRIT en Pachuca, Hidalgo. - Otorgar becas para los seis primeros CRIT. - Continuar las funciones del FTAI. - Donar el 6% de las familias mexicanas por los Atentados del 11 de marzo de 2004. | [ 18 ] [ 19 ]               |
| 2005        | 2 y 3 de diciembre            | 305 650 422 MXN    | 349 190 470 MXN | +14.24%              | 33 415 355 USD MXN 10.45 = USD 1 | Ayudar es amar                                          | - Construir y equipar el octavo y el noveno CRIT en Chihuahua y Chiapas, respectivamente. - Otorgar becas para los siete primeros CRIT. - Continuar las funciones del FTAI. - Donar el 30% de las familias mexicanas por el Huracán Wilma | [ 19 ]                      |
| 2006        | 8 y 9 de diciembre            | 349 190 471 MXN    | 420 369 748 MXN | +20.38%              | 38 743 755 USD MXN 10.85 = USD 1 | Necesitamos tu Amor                                     | - Operación de los primeros nueve CRIT. - Construir y equipar el décimo y el undécimo CRIT en Cancún, Quintana Roo y en Nezahualcóyotl, Estado de México, respectivamente. - Otorgar becas para los nueve CRIT. - Continuar las funciones del FTAI | [ 19 ]                      |
| 2007        | 7 y 8 de diciembre            | 420 369 749 MXN    | 439 968 534 MXN | +4.66%               | 40 737 827 USD MXN 10.80 = USD 1 | El Teletón eres tú                                      | - Operación de los once primeros CRIT'. - Construir y equipar el duodécimo y el decimotercer CRIT en Yucatán y Tamaulipas, respectivamente. - Continuar las funciones del FTAI. - Donar el 10% de la suma recaudada para ayudar a la población afectada por la inundación de Tabasco y Chiapas de 2007. | [ 19 ]                      |
| 2008        | 5 y 6 de diciembre            | 439 968 535 MXN    | 442 974 150 MXN | +0.68%               | 32 216 301 USD MXN 13.75 = USD 1 | El Teletón lo haces tú                                  | - Operación de los primeros trece CRIT. - Operación del ITESUR Estado de México - Construir y equipar el decimocuarto y decimoquinto CRIT en Durango y Veracruz. - Continuar las funciones del FTAI. - Creación de la especialidad en medicina de rehabilitación y licenciatura en terapia física y ocupacional en el ITESR (Instituto Teletón de Estudios Superiores en Rehabilitación). - Reequipamiento con nueva tecnología en todos los CRIT existentes hasta el momento. | [ 19 ] [ 20 ]               |
| 2009        | 4 y 5 de diciembre            | 442 974 151 MXN    | 445 268 575 MXN | +0.51%               | 35 338 775 USD MXN 12.60 = USD 1 | No hay imposibles                                       | - Construir y equipar el decimosexto y decimoséptimo CRIT en Hermosillo, Sonora y La Paz, Baja California Sur. - Ayudar a los niños con cáncer aparte de ayudar a niños con discapacidad en todos los CRITs que hay en todo el país para dar una mejor calidad en los tratamientos y adquirir nuevas tecnologías para afrontar la enfermedad. - Donar el 18% a las familias de las personas que murieron por los problemas de la Influenza H1N1 y la Guardería ABC.            | [ 21 ] [ 22 ]               |
| 2010        | 3 y 4 de diciembre            | 445 268 576 MXN    | 446 851 910 MXN | +0.35%               | 36 182 340 USD MXN 12.35 = USD 1 | Lo mejor de ti hace grande a México                     | - Construir y equipar el decimoctavo y decimonoveno CRIT en Puebla y el Ciudad de México | [ 23 ] [ 24 ] [ 25 ] [ 26 ] |
| 2011        | 2 y 3 de diciembre            | 446 851 911 MXN    | 471 472 925 MXN | +5.5%                | 34 795 049 USD 13.55 MXN = USD 1 | Caminemos juntos                                        | - Construir y equipar el vigésimo CRIT en Guerrero. - Construir el primer centro para niños con autismo en el Estado de México y el primer hospital infantil para niños que padecen cáncer, en Querétaro. | [ 27 ]                      |
| 2012        | 7 y 8 de diciembre            | 471 472 926 MXN    | 472 556 170 MXN | +0.22%               | 36 774 799 USD 12.85 MXN = USD 1 | Caminemos juntos                                        | - Construir y equipar el vigésimo primer CRIT en Michoacán y equipar el Hospital Infantil Teletón de Oncología en Querétaro | [ 28 ] [ 29 ]               |
| 2013        | 29 y 30 de noviembre          | 472 556 171 MXN    | 473 794 379 MXN | +0.26%               | 36 167 509 USD 13.10 MXN = USD 1 | Gente extraordinaria                                    | - Mantener todos los puestos de atención ya existentes - Donar el 28% de las familias mexicanas, fueron la Explosión de la Torre Ejecutiva Pemex . | [ 30 ]                      |
| 2014        | 5 y 6 de diciembre            | 473 794 380 MXN    | 472 143 221 MXN | +0.07%               | 33 156 868 USD 14.30 MXN = USD 1 | Sonríe de corazón                                       | - Construir y equipar el vigésimo segundo CRIT en Tijuana, Baja California y aumentar el número de niños atendidos en el centro para niños con autismo CAT. - Donar el 48% de las familias mexicanas que murieron la Desaparición forzada de Iguala de 2014 | [ 31 ]                      |
| 2015        | 12 de diciembre               | 474 143 222 MXN    | 327 267 551 MXN | -30.98%              | 18 862 683 USD 17.35 MXN = USD 1 | Ven, conoce y decide                                    | - La meta de este año fue que la gente conociera los centros Teletón, y así sane todas las dudas que tiene cuanto al funcionamiento de la fundación. La meta de dinero fue secundaria, lo que hizo que la recaudación fuera mucho más baja que lo esperado. - La meta de medio millón de visitas a algún centro Teletón se logró con 602 710 visitas - Versión corta de la Teletón, con solamente 16 horas al aire                                                             | [ 32 ] [ 33 ]               |
| 2016        | 9 y 10 de diciembre           | 327 267 552 MXN    | 361 695 829 MXN | +10.51%              | 17 773 750 USD MXN 20.35 = USD 1 | Tu donación es la solución, Ven conoce y únete          | - Manutención de los Centros Teletón - Donar el 30% de las familias mexicanas en el Vuelo 400, la tragedia de Nochistlán y Accidente de Chapecoense | [ 34 ]                      |
| 20172       | Suspendido (6 y 7 de octubre) |                    |                 |                      |                                  | México de pie                                           | - La edición este año se pospuso dados los acontecimientos ocurridos por los sismos en septiembre de 2017. Todo lo recaudado en los diversos medios de donación (boteo, depósitos, etc.) se entregó íntegramente a los damnificados de la Ciudad de México. | [ 35 ]                      |
| 2017        | 23 y 24 de marzo de 2018      | 361 695 830 MXN    | 364 097 181 MXN | +0.66%               | 19 627 880 USD 18.55 MXN = USD 1 | México de pie                                           | - Donar 10% del dinero a las familias mexicanas afectadas por el Terremoto de Puebla de 2017 y por el Terremoto de Chiapas de 2017. - Manutención de los Centro Teletón |                             |
| 2018        | 8 de diciembre                | 364 097 181 MXN    | 367 190 205 MXN | +0.84%               | 18 132 849 USD 20.25 MXN = USD 1 | ¿A ti qué te gusta hacer?                               | - Manutención de los Centros Teletón - Segundo Evento realizado en un año. - Versión corta de la Teletón, con solamente 16 horas al aire |                             |
| 2019        | 14 de diciembre               | 367 190 205 MXN    | 374 250 509 MXN |                      |                                  | ¿A ti qué te gusta hacer?                               | - Manutención de los Centros Teletón - Versión corta de la Teletón, con solamente 16 horas al aire - Donar el 112% de las familias mexicanas por la explosión de Tlahuelilpan, Hidalgo |                             |
| 2020        | 5 de diciembre                | Sin meta requerida | 380 679 601 MXN |                      |                                  | Nos mueves tú                                           | - Manutención de los Centros Teletón - Donar el 43% de las familias mexicanas por la Pandemia de COVID-19 en México |                             |
| 2021        | 4 de diciembre                | Sin meta requerida | 387 733 462 MXN |                      |                                  | Contigo, no hay imposibles                              | - Manutención de los Centros Teletón - Versión corta de la Teletón, con solo 16 horas al aire |                             |
| 2022        | 17 de diciembre               | 387 733 463 MXN    | 410,473,714 MXN |                      |                                  | Hagamos que Teletón cumpla 25 años más                  | - Construir y equipar el vigésimo tercero y vigésimo cuarto CRIT en La Montaña de Guerrero y Mazatlán, Sinaloa. - Manutención de los Centros Teletón |                             |
| 2023        | 16 de diciembre               | 410,473,715 MXN    | 415,119,436 MXN |                      |                                  | México late en el corazón de todos los mexicanos        | - Donar el 30% de las familias mexicanas afectadas por el Huracán Otis en Acapulco y un terremoto en Turquía y Siria. |                             |
| 2024        | 14 de diciembre               | 415,119,437 MXN    | 420,770,069 MXN |                      |                                  | Todos somos Teletón, Teletón es México                  | |                             |
| 2025        | 11 de octubre                 | 420,770,069 MXN    |                 |                      |                                  | Teletón lo cambia todo                                  | - Donar a 118% a las familias mexicanas en los Atentados en Nueva Orleans y el incendio en Los Ángeles. |                             |

Notas:
1: equivalencia hecha con la tasa de cambio vigente en el momento del evento. Datos del Banco de México
2: edición suspendida por causas de fuerza mayor.
de todo el país

## Centros Teletón
Hasta 2016 existen 26 Centros Teletón que incluyen 24 CRIT's, el Hospital Infantil Teletón de Oncología y el Centro Autismo Teletón. La fundación además cuenta con la Universidad Teletón:
| Unidad                   | Ubicación                             | Fecha de Inauguración    | Superficie en m² | Costo en MXN | Clínicas |
| ------------------------ | ------------------------------------- | ------------------------ | ---------------- | ------------ | -------- |
| CRIT Estado de México    | Tlalnepantla de Baz, Estado de México | 13 de mayo de 1999       |                  |              | 7        |
| CRIT Occidente           | Guadalajara, Jalisco                  | 29 de septiembre de 2000 |                  |              | 6        |
| CRIT Oaxaca              | San Raymundo Jalpan, Oaxaca           | 7 de diciembre de 2001   |                  | 84 000 000   | 4        |
| CRIT Aguascalientes      | Aguascalientes, Aguascalientes        | 6 de diciembre de 2002   |                  |              | 6        |
| CRIT Coahuila            | Saltillo, Coahuila                    | 5 de diciembre de 2003   |                  |              | 3        |
| CRIT Guanajuato          | Irapuato, Guanajuato                  | 5 de diciembre de 2003   |                  |              | 4        |
| CRIT Hidalgo             | Pachuca, Hidalgo                      | 25 de noviembre de 2005  | 43 000           |              | 3        |
| CRIT Chihuahua           | Chihuahua, Chihuahua                  | 23 de noviembre de 2006  |                  |              | 3        |
| CRIT Chiapas             | Tuxtla Gutiérrez, Chiapas             | 28 de noviembre de 2006  |                  |              | 6        |
| ITESUR Estado de México  | Tlalnepantla de Baz, Estado de México | 23 de noviembre de 2007  | 9387,01          |              |          |
| CRIT Quintana Roo        | Cancún, Quintana Roo                  | 27 de noviembre de 2007  | 60 000           |              | 3        |
| CRIT Neza                | Nezahualcóyotl, Estado de México      | 29 de noviembre de 2007  |                  |              | 6        |
| CRIT Tamaulipas          | Altamira, Tamaulipas                  | 26 de noviembre de 2008  | 45 000           |              | 3        |
| CRIT Yucatán             | Mérida, Yucatán                       | 14 de enero de 2009      |                  |              | 3        |
| CRIT Veracruz            | Poza Rica de Hidalgo, Veracruz        | 18 de noviembre de 2009  |                  | 200 000      | 3        |
| CRIT Durango             | Gómez Palacio, Durango                | 25 de noviembre de 2009  |                  |              | 3        |
| CRIT Sonora              | Hermosillo, Sonora                    | 15 de noviembre de 2010  | 54 456           | 180 000      | 3        |
| CRIT Baja California Sur | La Paz, Baja California Sur           | 23 de noviembre de 2010  | 52 029           |              | 3        |
| CRIT Puebla              | San Andrés Cholula, Puebla            | 24 de noviembre de 2011  | 62 000           |              | 3        |
| CRIT Ciudad de México    | Iztapalapa, Distrito Federal          | 25 de noviembre de 2011  | 30 000           |              | 3        |
| CAT Ecatepec             | Ecatepec de Morelos, Estado de México | 14 de noviembre de 2012  | 10 000           | 60 000       |          |
| CRIT Guerrero            | Acapulco, Guerrero                    | 22 de noviembre de 2012  | 60 000           | 230 000      | 3        |
| CRIT Michoacán           | Morelia, Michoacán                    | 14 de noviembre de 2013  |                  |              | 3        |
| HITO Querétaro           | Querétaro, Querétaro                  | 21 de noviembre de 2013  | 50 000           | 930 000      |          |
| CRIT Baja California     | Tijuana, Baja California              | 11 de diciembre de 2015  |                  |              |          |
| CRIT Montaña de Guerrero | Tlapa de Comonfort, Guerrero          | 27 de noviembre de 2023  |                  |              |          |
| CRIT Sinaloa             | Mazatlán, Sinaloa                     | 3 de diciembre de 2023   |                  |              |          |

## Polémicas y críticas

### Deducción de impuestos
Desde su inicio el Teletón ha sido acusado de permitir que las empresas que lo patrocinan deduzcan impuestos y queden libres de pagos a través de sus donativos y de no ser transparente con el dinero obtenido por las aportaciones de los ciudadanos, pues estos se hacen de forma anónima y sin que se otorgue un comprobante fiscal que avale la transacción.

«Las carencias fiscales que padece el país tendrían un paliativo nada desdeñable si los consorcios, que suelen deducir impuestos gracias a exenciones como las que les permite hacer el Teletón, pagaran sus impuestos cabalmente y sin subterfugios».
Raúl Trejo Delarbre

Ante estas acusaciones la Fundación Teletón ha respondido declarando que la deducción de impuestos es una figura legal permitida por el gobierno y que el sistema utilizado impide que las donaciones sean usadas para la evasión fiscal. Por otro lado el Servicio de Administración Tributaria (SAT) estipula que la cantidad máxima que una persona moral puede deducir de impuestos a través de donativos es del 10% de la utilidad neta.
La investigadora Sara Murúa considera que este método fiscal se fundamenta en una laguna legal y declara que; «El problema fundamental con este tipo de fundaciones es la triangulación de sus fondos, que les permite a las grandes donadoras tener mecanismos fiscales privilegiados para exentar impuestos e, incluso, para que ellos declaren como propios los donativos de terceros, en especial, de particulares» (esto último en referencia a las donaciones hechas de forma anónima por las personas, viéndose favorecidas así a la imagen de las empresas).

### Críticas por parte de la ONU
El Comité de los Derechos de las Personas con Discapacidad de la Organización de las Naciones Unidas (ONU) declaró en un comunicado fechado al 3 de octubre de 2014 su preocupación por la forma en que son administrados los recursos del gobierno en materia de rehabilitación de personas con discapacidad debido a que el Estado otorga fondos para que la Fundación Teletón —un organismo privado— se encargue de labores de salud pública que son competencia del gobierno:

«Al Comité le preocupa que buena parte de los recursos para la rehabilitación de las personas con discapacidad del Estado Parte [México] sean objeto de administración en un ente privado como Teletón. [...] El Comité insta al Estado Parte a establecer una distinción clara entre el carácter privado de las campañas Teletón y las obligaciones que el Estado debe acometer para la rehabilitación de las personas con discapacidad»
Comité de los Derechos de las Personas con Discapacidad de la ONU

Paralelamente este organismo internacional en el mismo comunicado criticó la forma en que la Fundación Teletón hace ver a las personas discapacitadas, añadiendo que «Observa que dicha campaña promueve estereotipos de las personas con discapacidad como sujetos de caridad [...] Asimismo, le recomienda el comité al gobierno mexicano desarrollar programas de toma de conciencia sobre las personas con discapacidad como titulares de derechos». Igualmente le pide al Gobierno mexicano la investigación y proceso penal a las instituciones que aplican esterilizaciones forzadas a personas con discapacidad, y garantizar reparaciones a las víctimas de esta práctica. Finalmente el organismo internacional entregó un documento con 67 recomendaciones hacia el gobierno federal de México y Teletón, que hasta la fecha no ha sido atendido.
En respuesta a esto Fernando Landeros, presidente de la Fundación Teletón declaró: «Lo que comunicamos en la televisión es el esfuerzo de los niños y sus logros. Retratar sus avances sin caer en estereotipos de lástima. Promovemos los derechos humanos, la inclusión educativa, la inclusión laboral y la inclusión social. No usamos el dolor de los niños en la televisión».

### Críticas de instituciones
Unido a esto ha habido críticas a la administración pública por los mismos motivos, en diciembre de 2007 Jenaro Villamil denunció a través de la revista Proceso que se privilegia la atención de la salud pública en el estado de Yucatán a través del Teletón y no por medio de las instituciones públicas, declarando que «por iniciativa de la gobernadora Ivonne Ortega Pacheco, del PRI, el Congreso local aprobó el 30 de octubre de 2007 destinar durante 10 años un total de 300 millones de pesos para la construcción de un Centro de Rehabilitación Infantil Teletón (CRIT). Los 300 millones [...] rebasan con mucho el presupuesto del DIF estatal».
De acuerdo a Emeequis hasta 2012 la Fundación Teletón había recibido al menos 1,832 millones de pesos por parte de varios gobiernos estatales, mientras que las administraciones de Sonora, Puebla, Michoacán y el Estado de México habían aprobado leyes para destinar recursos públicos —con un valor de 24 a 73 millones de pesos anuales cada uno— al Teletón, viéndose así favorecida su imagen al igual que el de Televisa.
El director general del Consejo Nacional para el Desarrollo y la Inclusión de las Personas con Discapacidad (Conadis), Jesús Toledano, declaró en una entrevista para CNN México en 2014 que «los estados y el Teletón deben rendir explicaciones y cuentas sobre los recursos públicos que maneja dicha fundación», y continuó diciendo que «el Teletón tiene que aclarar el tema, junto con los gobiernos de los estados, de dónde provienen esos recursos. En nuestros registros no tenemos absolutamente ni un dato de esa información, por lo menos del presupuesto federal».